# Hazaraneura kaghanensis
Hazaraneura kaghanensis är en insektsart som beskrevs av Samad och M. Firoz Ahmed 1979. Hazaraneura kaghanensis ingår i släktet Hazaraneura och familjen dvärgstritar.
Artens utbredningsområde är Pakistan. Inga underarter finns listade i Catalogue of Life.